# ألكسندر كاليتشيتز
ألكسندر كاليتشيتز (بالإنجليزية: Alexander Kaletchitz)‏ (2 مارس 1898 – 1 أبريل 1994) هو ملاكم أمريكي راحل، مثّل بلاده في الألعاب الأولمبية الصيفية 1928.

## روابط خارجية
ألكسندر كاليتشيتز على موقع أوليمبيديا (الإنجليزية)